# Cereus
Cereus este un gen de cactus. Circumscripția a variat mereu în funcție de autoritate.

## Alte Specii
- Cereus adelmarii
- Cereus bicolor
- Cereus comarapanus
- Cereus fricii
- Cereus horrispinus
- Cereus jamacaru
- Cereus pachyrhizus
- Cereus peruvianus
- Cereus spegazzinii
- Cereus trigonodendron
- Cereus vargasianus

## Sinonime
Următoarele genuri au fost puse ca sinonime de Cereus:
- Mirabella F.Ritter
- Piptanthocereus (A.Berger) Riccob.
- Subpilocereus Backeb.